# Joey Greco
Joey Greco, född 29 februari 1972 i Bronx i New York, är en amerikansk programledare. Han är mest känd för sin medverkan i programmet Cheaters, säsong 2-12, där han avslöjar otrogna par.
Under ett avsnitt ser det ut som han blir knivhuggen i vänstra sidan av buken av en vänstrande deltagare i programmet. 
 Avsnittet i fråga blev mycket omskrivet och röstades vid ett tillfälle fram som årets näst galnaste tv-avsnitt i USA. Flera år senare kom det dock fram att situationen var fejkad. Han har tidigare arbetat som terapeut, fitnesstränare och mäklare.

## Fotnoter
1. ↑  ”E!'s 101: Craziest TV Moments 20 - 1”. Arkiverad från originalet den 3 oktober 2008. https://web.archive.org/web/20081003070131/http://www.tv.com/e!s-101/craziest-tv-moments-20---1/episode/533514/summary.html. Läst 1 oktober 2008.